# 롭 베네딕트

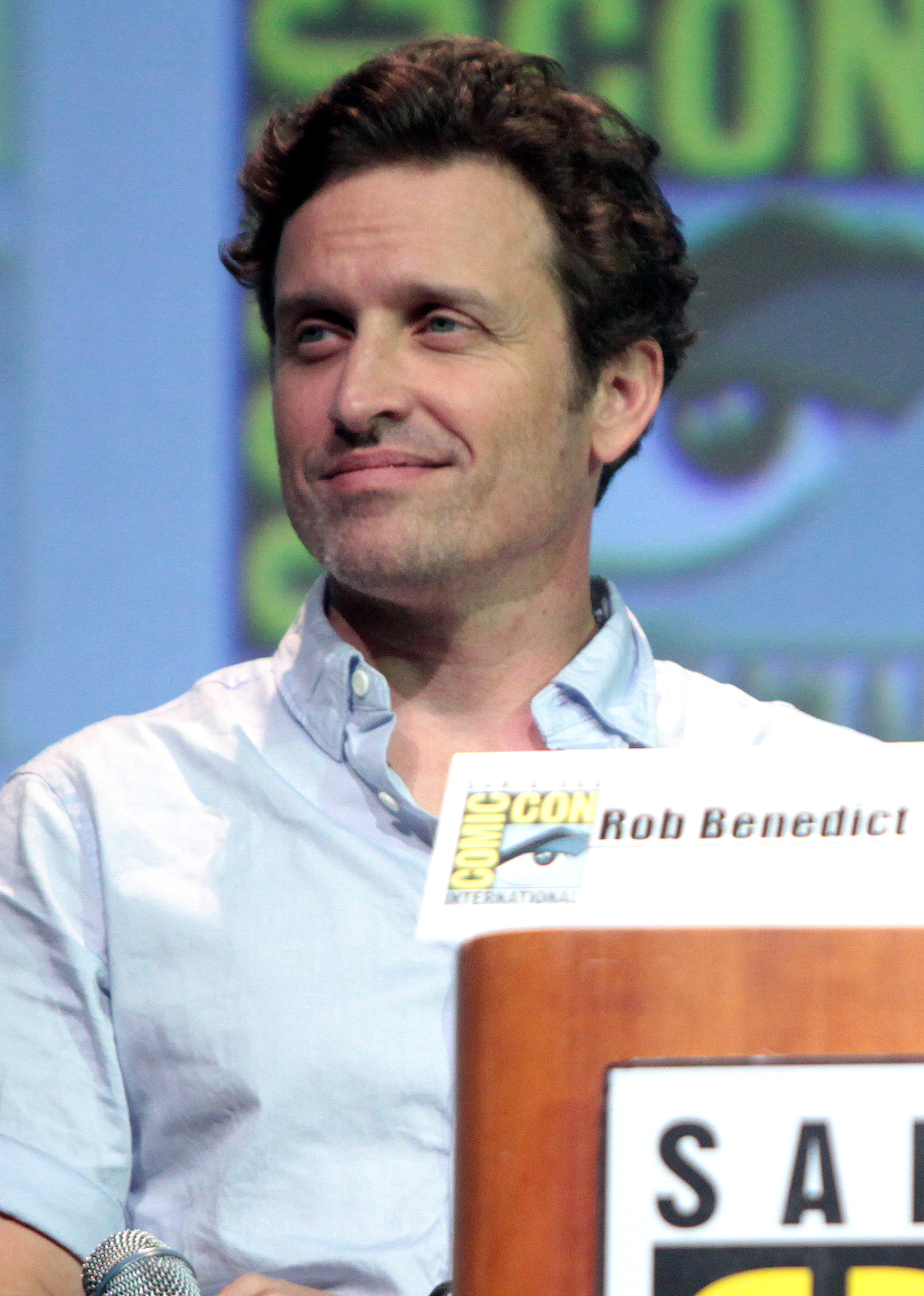

롭 베네딕트(Rob Benedict, 1970년 9월 21일 ~ )는 미국의 각본가, 연극 배우, 텔레비전 배우, 영화배우이다.
컬럼비아에서 태어났다.

## 방송
- 수퍼내추럴 시즌5
- 수퍼내추럴 시즌4
- 스레시홀드
- 펠리시티

## 영화
- 어 리틀 헬프 (2010년) - 폴 역
- 스테이트 오브 플레이 (2009년) - 밀트 역
- 린드버그 유괴사건 (1996년)
- 블라인드폴드 (1994년)
- 누드 살인 (1993년)
- 천국으로의 왕복 여행 (1992년)